# USS Memphis (CL-13)
Pour les autres navires du même nom, voir USS Memphis.
L'USS Memphis (CL-13) est un croiseur léger de classe Omaha construit pour l'United States Navy dans les années 1920. Le dixième et dernier croiseur de la classe est le quatrième navire de l'US Navy à porter le nom de cette ville du Tennessee.
Le Memphis est mis sur cale aux chantiers William Cramp & Sons installés à Philadelphie (Pennsylvanie) le 14 octobre 1920, il est lancé le 17 avril 1924 et admis au service actif le 4 février 1925.

## Historique

### Entre-deux-guerres
À la fin du mois de février, le croiseur effectua sa croisière de mise en condition dans les Caraïbes et le 13 février, il se rendit à Port of Spain pour inaugurer le mémorial dressé à la mémoire du Commodore Oliver Hazard Perry. Le vainqueur de la bataille du lac Érié le 10 septembre 1813 était mort en 1819 à Port of Spain (Trinidad-et-Tobago) et enterré sur place avant que ses cendres ne soient transférées à Newport (Rhode Island) en 1825. En juin 1925, le Memphis et les autres navires de la Scouting Fleet présents à Honolulu pour des manœuvres dans le Pacifique participèrent à la fameuse croisière menée par la Battle Fleet en Australie et en Nouvelle-Zélande. D'octobre 1925 à avril 1926, le croiseur léger opéra dans les Caraïbes avant de regagner son port d'attache de New York.

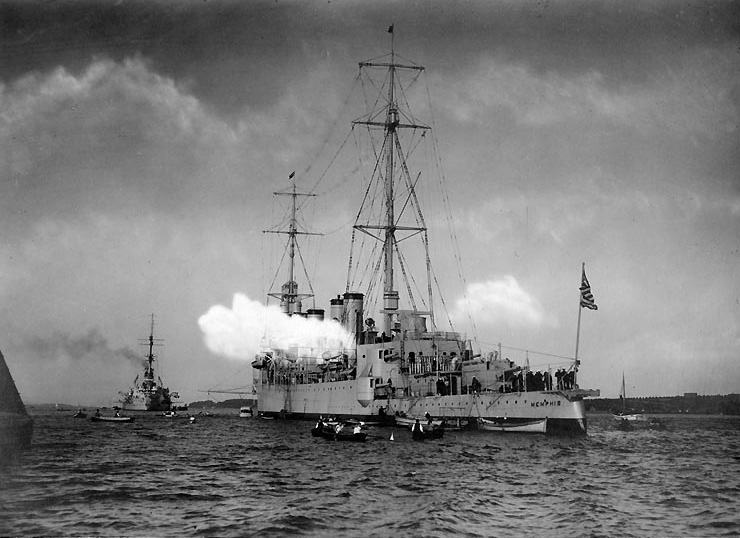
Le Memphis à Kiel en septembre 1926.

En juin 1926, il appareilla pour l'Europe en arrivant au large de Saint-Nazaire le 26 juin, relevant le croiseur cuirassé Pittsburgh comme navire amiral des US Naval Forces Europe le 4 juillet. Il opéra en Europe jusqu'en juin 1927 quand il fut relevé par son sister-ship le Detroit. Lors de son passage à Santander à l'été 1926, le roi d'Espagne, Alphonse XIII visita le navire.
Le 3 juin 1927, le Memphis embarqua le capitaine Charles A. Lindbergh et son avion à Southampton après sa traversée transatlantique entre New York et Paris. Le croiseur fit le lendemain escale à Cherbourg avant de cingler à travers l'Atlantique direction Washington où il arriva le 11 juin, débarquant son passager et son avion dans l'enceinte même de l'arsenal. Il passa le reste de l'année au large de la côte est.

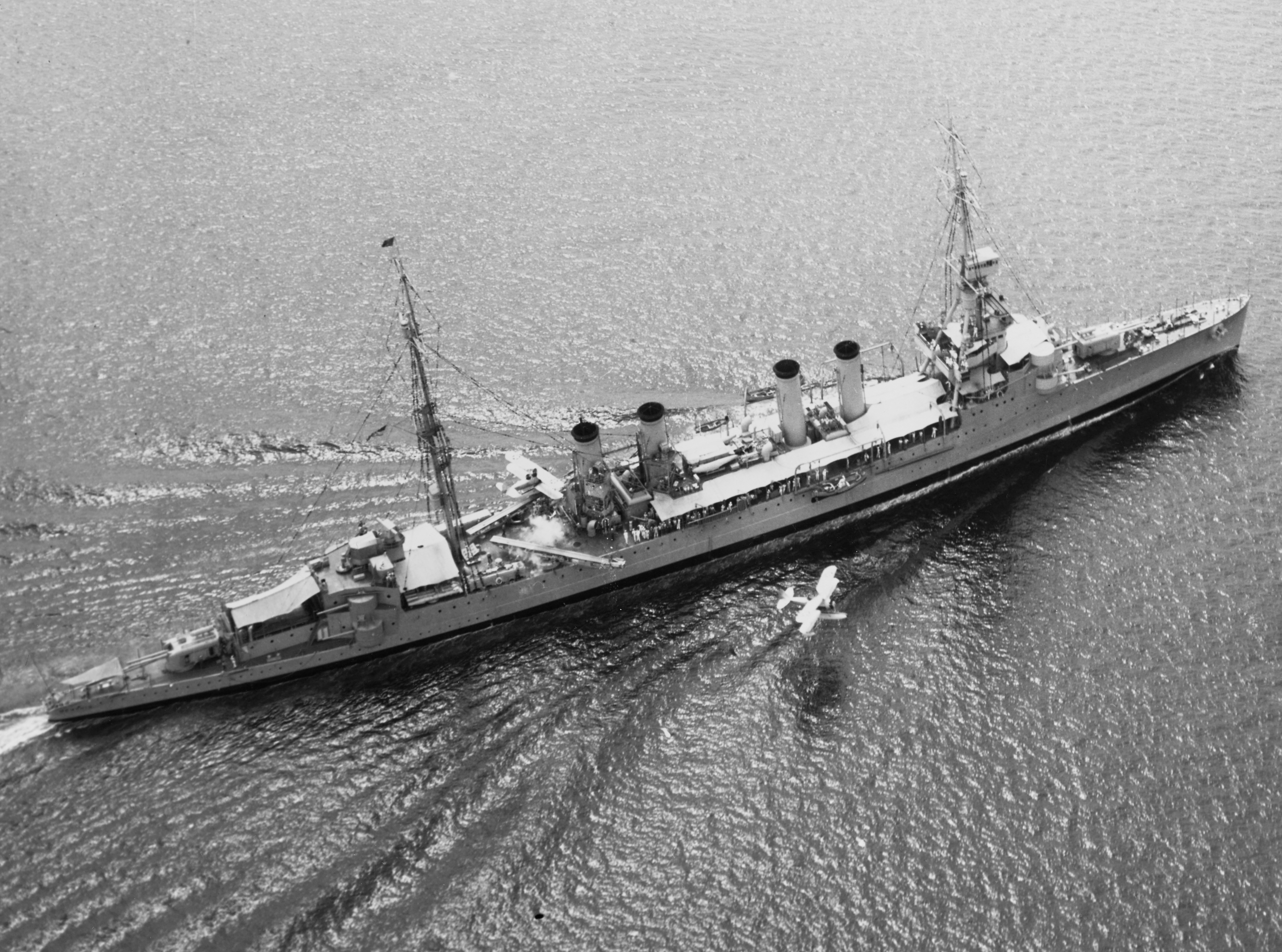
Catapultage d'un hydravion à flotteurs Vought O2U Corsair du Memphis lors d'une manœuvre de la flotte le 10 mai 1933.

En janvier 1928, le Memphis assura avec d'autres navires l'escorte du yacht présidentiel de Coolidge qui réalisa une croisière dans les Caraïbes. Après quatre mois dans les Indes occidentales, le croiseur gagna le Pacifique. Jusqu'en mai 1933, il fut affecté au Special Service Squadron (en) surveillant l'Amérique centrale, exerçant notamment une fonction de maintien de la paix à Corinto, au Nicaragua, lors de l'investiture du président Juan Bautista Sacasa en 1932.
Après une croisière en Australie en janvier 1938, le Memphis fit relâche à Honolulu le 1er avril avant de rejoindre le reste de la flotte pour des exercices et une revue navale présidentielle au large de San Francisco le 12 juillet 1939. En août, il gagna l'Alaska et y resta jusqu'au début 1941.

### Seconde Guerre mondiale
Le Memphis gagna ensuite la côte est, entamant depuis Newport et à partir du 24 avril 1941, de nombreuses patrouilles destinées à faire respecter la neutralité américaine, étant plus particulièrement attentif au triangle Trinidad-cap Saint Roque-îles du Cap Vert. Le croiseur atteint Recife le 10 mai, continuant ses opérations de patrouille dans l'Atlantique Sud pendant la plus grande partie de la guerre. En mars 1942, le navire escorta deux convois de l'armée vers l'île de l'Ascension, où le 38e régiment d’ingénierie établit un aérodrome devant servir d'escale pour les avions gagnant l'Afrique. En mai, il stationna devant Fort-de-France, en Martinique.
En janvier 1943, alors en escale à Bathurst (Gambie), il arbora le pavillon présidentiel durant la conférence de Casablanca du 14 au 24 janvier. De février à septembre, le croiseur reprit ses missions de patrouille destinées aussi bien à protéger le trafic commercial qu'à intercepter les forceurs de blocus allemands.
Le croiseur gagna ensuite l'Europe et plus précisément Naples, où il arriva le 16 janvier 1945. Le 27 janvier, arborant le pavillon de l'amiral Stark, commandant des US Naval Forces in Europe (ou 12e flotte), le croiseur gagna La Valette où les alliés occidentaux préparèrent la conférence de Yalta. Deux hôtes de marque montèrent à bord du navire : le Chief of Naval Operations (CNO) l'amiral de la flotte Ernest King et le chef d'état major général, le général d'armée George Marshall.
Le 18 février, le Memphis arriva à Alger pour la dernière conférence du président Roosevelt (qui allait mourir le 12 avril suivant), avant de rentrer aux États-Unis. Durant les huit mois qui suivirent, il participa à diverses opérations non militaires donc la commémoration du premier anniversaire du débarquement allié en Provence le 15 août 1945 ou le Navy Day à Naples le 27 octobre 1945. À la fin du mois de novembre 1945, le croiseur quitta Tanger pour Philadelphie où il fut désarmé le 17 décembre 1945. Rayé du Naval Vessel Register le 8 janvier 1946, il fut vendu à la démolition le 18 décembre 1946 et démantelé à partir du 10 janvier 1947.